# Hyundai ix35
La Hyundai ix35 è un'autovettura di tipo SUV di segmento C prodotto dalla casa automobilistica coreana Hyundai Motor Company a partire dal 2009. Nasce come erede del modello Tucson.

## Il contesto
Anticipata nel marzo del 2009 dalla concept car Hyundai ix-Onic esposta al Salone dell'automobile di Ginevra e che ha avuto il compito di svelare parte della carrozzeria e della meccanica, la ix35 costituisce il primo Suv progettato interamente in Europa presso il centro di ricerche e sviluppo tedesco di Rüsselsheim (in un periodo di 36 mesi) già noto per aver realizzato in passato diverse automobili del gruppo Hyundai-Kia Automotive quali i modelli i30, le Kia Cee'd e le Accent. Frutto di un investimento pari ad oltre 225 milioni di dollari è stato presentato in veste ufficiale al Salone dell'automobile di Francoforte durante il 2009. L'ix35 è costruito sulla nuova piattaforma di base modulare della i30, sostituisce il modello Tucson dal quale si differenzia per le dimensioni esterne incrementate rispettivamente di 7,0 centimetri nella lunghezza (4,41 metri totali) e di 2,0 centimetri nella larghezza, mentre l'altezza è diminuita di 3,5 cm per incrementare le doti dinamiche dell'autovettura. L'abbandono della denominazione Tucson è stata voluta dai vertici europei del marchio Hyundai in seguito al cambio di nomenclatura per l'intera gamma di prodotti ora identificati dalla lettera i (iniziale di Intelligence adottata dalle berline) ed ix (da Intelligence Crossover adottati dagli sport utility vehicle) seguito da un numero. In questo caso il numero 35,che costituisce parte della denominazione, evidenzia la stretta parentela che vi è con la berlina i30.
Sul mercato coreano ed americano la casa madre ha preferito mantenere la denominazione Tucson seguita dal suffisso ix che dovrebbe contribuire a mantenere una sorta di filone congiungente tra la progenitrice e questa nuova serie e al tempo stesso evidenziare le numerose novità introdotte. La Tucson si è dimostrata un grande successo e per questo i vertici Hyundai hanno mantenuto la denominazione originale su questi mercati. La versione americana è stata presentata al Salone dell'automobile di Los Angeles edizione 2009
La meccanica sfrutta sospensioni anteriori a ruote indipendenti con il classico tipo MacPherson mentre al retrotreno i tecnici hanno adottato il più raffinato schema a ruote indipendenti Multilink a cinque bracci dei quali tre in acciaio e due in alluminio per contenere il peso della struttura, un differenziale elettronico centrale distribuisce in modo elettronico la coppia motrice anche all'asse posteriore fino alla velocità di 40 km/h (Electronic four whell drive system con T.O.D.). Tra i sistemi innovativi spicca l’Hillstart Assist Control che facilita le partenze in salita inserendo automaticamente il freno di stazionamento, l’Emergency Stop Signal che attiva automaticamente le luci d'emergenza in caso di pericolo o avaria e il Downhill Brake che rallenta automaticamente l'autovettura nelle discese ripide a fondi sdrucciolevoli senza l'ausilio di manovre da parte del guidatore. Come da standard i sistemi elettronici anti-bloccaggio delle ruote, il controllo di stabilità e di trazione sono di serie per tutte le versioni.
Un altro dispositivo inedito è il sistema Intelligenze Stop & Go di seconda generazione che spegne automaticamente il motore alle basse andature posizionando il cambio in folle, permettendo una riduzione delle emissioni di anidride carbonica pari al 17%, concentrando nel valore di 139 grammi al km le emissione della 2,0 litri turbodiesel. La ix35 con ISG viene introdotta in Europa durante il corso del 2010. Il tetto panoramico con apertura elettrica è disponibile come optional ed è in grado (insieme al parabrezza) di bloccare i dannosi raggi UV.
Più rigido il telaio del 15% rispetto alla Tucson in modo da ottenere una migliora guidabilità su asfalto; la ix35 risulta essere anche più aerodinamica e sicura grazie all'impianto frenante a quattro dischi autoventilati. Gli pneumatici montati sulle versioni di base sono degli Michelin 215/70R16 per le motorizzazioni benzina e degli Hankook per i turbodiesel del tipo 225/60R17 per il meno potente 2.0 da 136 cavalli, per il 2.0 da 184 cavalli sono di serie gli 225/55R18. La Hyundai dichiara un raggio di sterzata contenuto nel valore di 5,29 metri.
Nel 2010 è stata sottoposta ai crash test dell'ente EuroNCAP totalizzando il punteggio di cinque stelle con una protezione al 90% nell'urto frontale, 88% è il punteggio per la protezione bambini, 54% la protezione per l'investimento pedoni e i dispositivi presenti di serie sono stati valutati 71%.
Al Salone di Ginevra del 2015 viene presentata la nuova Tucson destinata in pochi mesi a sostituire la ix35 anche se al di fuori dell'Europa e della Corea e della Colombia la ix35 si chiama Tucson.

## Il design

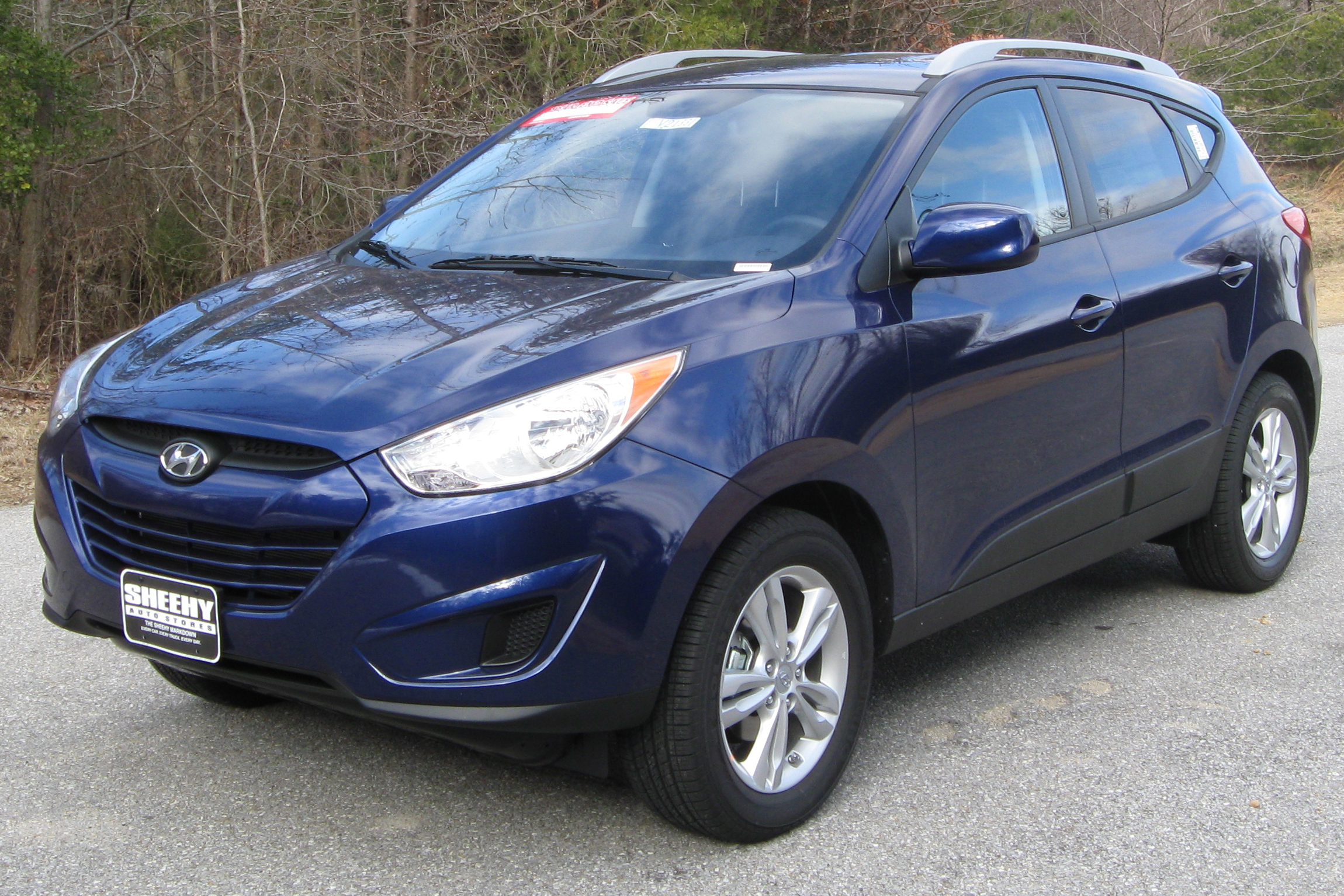
La versione destinata al mercato coreano ed americano

La ix35 segue il nuovo corso stilistico inaugurato dal modello Genesis denominato Fluidic Sculpture e ripreso anche dalle Equus seconda serie e Sonata sesta serie. Disegnata da Thomas Bürkle, ex stilista BMW, l'autovettura viene caratterizzata da una carrozzeria dalla linea affusolata e dinamica, le nervature movimentano la fiancata, il frontale espone una calandra a trapezio che si raccorda con la fanaleria e i parafanghi, le grandi prese d'aria che incorporano i fendinebbia possiedono delle cornici cromate che si estendono anche lungo i sottoporta laterali, i retrovisori integrano i dispositivi laterali di direzione che sfruttano la tecnologia luminosa a LED, la coda invece presenta un portellone di grandi dimensioni che incorpora la targa centrale con al di sopra un leggero accenno di spoiler che culmina con il lunotto. Infine la grande fanaleria posteriore a sfondo rosso che dispone di LED che culmina nel vano porta targa.
La versione americana e coreana si differenzia stilisticamente dalla versione europea per il disegno dei paraurti anteriori: nuova calandra cromata che forma un'onda e nuovo disegno delle prese d'aria inferiori che incorporano i fendinebbia. Le cromature sono minori rispetto alla ix35 europea in modo da rendere ancor più filante l'aspetto del Suv.
Grandi passi avanti sono stati effettuati anche negli interni; se la precedente Tucson era stata accusata di possedere uno stile fin troppo semplice e poco moderno, i progettisti Hyundai per la ix35 si sono sbizzarriti applicando il Fluidic Sculpture anche nell'abitacolo. Infatti la plancia nella zona centrale presenta il centro multimediale sagomato in modo da formare un trapezio in rilievo ispirato alla medesima forma della calandra anteriore, il sistema di navigazione satellitare con schermo touch-screen è stato posizionato al centro del trapezio circondato dai comandi dell'impianto audio e della climatizzazione, mentre i diffusori d'aerazione in posizione verticale si trovano agli estremi. Anche i pannelli delle portiere seguono l'andamento della plancia, in particolare verso il lato di guida trovano alloggiamento i principali comandi per gli alzacristalli elettrici anteriori e posteriori, i dispositivi per la regolazione dei retrovisori e il sistema per bloccare automaticamente le portiere. Gli abbinamenti tra le plastiche e i rivestimenti risultano vivaci grazie alle colorazioni molto forti; la plancia è disponibile in diverse tonalità che spaziano dal grigio scuro al nero fino al marroncino oltre agli inserti in alluminio, mentre per la selleria sono disponibili diverse tonalità grigie, nere, rosse e beige sia in pelle che in tessuto. L'avviamento dell'automobile per le versioni di punta è stato automatizzato tramite un pulsante in grado di riconoscere attraverso un sensore la presenza nelle vicinanze del telecomando. Il bagagliaio possiede un volume minimo pari a 591 litri ampliabili fino a 1.463 litri con divano posteriore reclinato.

## Versioni e allestimenti
La ix35 viene proposta in Italia in tre differenti livelli di allestimento: la versione base Classic, l'intermedia Comfort e quella di punta Style.
La Classic è disponibile con motore 2.0 16V benzina o diesel CRDI da 136 cavalli, oltre ai vari dispositivi di sicurezza viene equipaggiata di serie con alzavetri elettrici anteriori e posteriori, antifurto, autoradio CD ed MP3 con ingresso Aux e bluetooth, barre portapacchi sul tetto, chiusura centralizzata, cerchi in lega da 17", pneumatici 225/60 R17, fendinebbia, climatizzatore a controllo manuale, computer di bordo, immobilizer, sedile guida regolabile in altezza, divano posteriore abbattibile, volante regolabile in altezza e profondità.
La Comfort aggiunge alla dotazione della Classic il climatizzatore automatico bizona, interni rivestiti in pelle e tessuto, ruota di scorta di dimensioni normali, cruise control, sedile guida con regolazione lombare, selleria anteriore e posteriore riscaldabile, sensori di parcheggio, retrovisori regolabili elettricamente, volante e pomello del cambio in pelle. La Comfort è disponibile nelle motorizzazioni 1.6 benzina, 1.7 turbodiesel 2.0 benzina 2.0 turbodiesel in tutti gli step di potenza.
Infine la Style, che alla dotazione della Comfort aggiunge il quadro strumenti intelligente Super Vision Cluster, gli penumatici 225/55 R18 con cerchi in lega da 18", impianto audio potenziato e vetri posteriori oscurati. La Style è disponibile con il solo motore 2.0 CRDI da 184 cavalli a trazione 4x4. Gli unici optional disponibili sono la vernice metallizzata, il tetto panoramico elettrico disponibile solo per le versioni Comfort a trazione integrale e il cambio automatico abbinato ad alcune motorizzazioni.

## La produzione
Il precedente Tucson è stato assemblato in oltre 1.000.000 di esemplari dal debutto fino al 2009 riscontrando numerosi consensi sia negli Stati Uniti che in Europa, con il nuovo ix35 la casa punta a migliorare le vendite grazie ad una produzione di oltre 300.000 vetture annue entro il 2011 equamente distribuite tra gli stabilimenti di Žilina in Slovacchia (per essere distribuita in Europa), Ulsan in Corea del Sud e Pechino in Cina. La casa stima di vendere circa 40 000 esemplari l'anno in Corea.

## Motorizzazioni
Per il reparto propulsori i tecnici Hyundai hanno sviluppato delle unità completamente nuove sia benzina che diesel; sviluppato per l'Europa il nuovo 1,6 litri benzina con distribuzione 16 valvole e iniezione diretta GDI è abbinato ad un turbocompressore in grado di garantire un'erogazione notevole soprattutto ai bassi regimi. La potenza e la coppia motrice non sono stati ancora dichiarati poiché questo 1.6 è ancora in fase di collaudi e sarà disponibile solo dai primi mesi del 2010, nonostante sia già stato presentato in via ufficiale in contemporanea alla presentazione di Francoforte 2009. Le emissione di CO2 dichiarate sono pari a 158 grammi al km mentre con il sistema ISG stop&start vengono ridotte del 17% fino al valore di 149 grammi al km nel ciclo medio. Il 1.6 GDI viene progettato interamente in Europa ed è omologato Euro 5.
Al debutto l'unico propulsore disponibile era il 2.0 16V, sempre a benzina, facente parte della famiglia motoristica Theta II che, privandosi dell'iniezione diretta di benzina, si affida alla doppia fasatura variabile delle valvole (D-CVVT) in grado di erogare la potenza massima di 163 cavalli a 6.200 giri al minuto per una coppia motrice pari a 194 N·m a 4.600 giri al minuto. La versione a trazione anteriore (2WD) è abbinata ad un cambio manuale a cinque rapporti e permette emissioni pari a 177 grammi di anidride carbonica emessa per km mentre le versioni a trazione integrale (4WD) sono disponibili sia con cambio manuale cinque rapporti che automatico sequenziale a sei rapporti per emissioni di CO2 rispettivamente di 181 e 195 grammi per km nel ciclo combinato. Le prestazioni a seconda delle versioni variano dai 184 ai 180 km/h di velocità massima. Il 2.0 16V Theta II viene omologato Euro 5, la versione a trazione integrale con cambio manuale non viene importata in Italia.
Per il mercato americano è disponibile il solo motore 2.4 16V Theta II a quattro cilindri in linea con doppia fasatura variabile, iniezione elettronica e basamento in ghisa. Il 2.4 eroga la potenza massima di 178 cavalli a 6.000 giri al minuto per una coppia motrice di 228 N·m a 4.000 giri al minuto. I costi di gestione rispetto al 2.0 sono superiori infatti il consumo medio di carburante è pari a 10,6 km/l. Il 2.4 è abbinato esclusivamente al cambio automatico sequenziale a sei rapporti. La casa non fornisce dati riguardo alle prestazioni.
Il motore alimentato a gasolio invece inaugura la nuova famiglia motoristica Hyundai R-line diesel engine, si tratta di un 2,0 litri CRDI con turbina a geometria variabile (VGT) omologato Euro 5 grazie al filtro attivo antiparticolato di serie; viene abbinato ad un cambio manuale a 6 rapporti oppure ad una trasmissione automatica sequenziale a 6 rapporti, anche quest'ultima di nuova concezione. Questo 1.995 cm³ è in grado di erogare 136 cavalli a 4.000 giri al minuto nella versione meno potente per una coppia motrice pari a 320 N·m a 1.800 giri al minuto mentre il più potente dispone di 184 cavalli sempre a 4.000 giri al minuto con una coppia massima di 383 N·m a 1.800 giri al minuto. Le emissioni di anidride carbonica variano dai 147 ai 149 grammi al km emessi dalla versione con 136 cavalli fino ai 159 grammi per km emessi dalla versione con 184 cavalli (che salgono a 189 grammi per km nella ix35 automatica).
| Modello                                | Disponibilità | Motore                       | Cilindrata | Potenza         | Coppia massima          | Emissioni CO2 (g/Km) | 0–100 km/h (secondi) | Velocità max (Km/h) | Consumo medio (Km/l) |
| 1.6 16V GDI 2WD                        | 2011          | 4 cilindri in linea, Benzina | 1.591 cm³  | 99 kW (135 CV)  | 164 N·m @4.850 giri/min | 158                  | 11,1                 | 178                 | 14,7                 |
| 2.0 16V Theta II 2WD                   | dal debutto   | 4 cilindri in linea, Benzina | 1.998 cm³  | 120 kW (163 CV) | 194 N·m @4.600 giri/min | 177                  | 10,4                 | 184                 | 13,3                 |
| 2.0 16V Theta II 4WD                   | non importato | 4 cilindri in linea, Benzina | 1.998 cm³  | 120 kW (163 CV) | 194 N·m @4.600 giri/min | 181                  | 10,7                 | 182                 | 13,2                 |
| 2.0 16V Theta II 4WD Automatica        | dal debutto   | 4 cilindri in linea, Benzina | 1.998 cm³  | 120 kW (163 CV) | 194 N·m @4.600 giri/min | 195                  | 11,3                 | 180                 | 12,2                 |
| 2.4 16V Theta II 4WD Automatica        | non importato | 4 cilindri in linea, Benzina | 2.359 cm³  | 131 kW (178 CV) | 228 N·m @4.000 giri/min | -                    | -                    | -                   | 10,6                 |
| 1.7 CRDI R-Line 16V 2WD 115            | 2011          | 4 cilindri in linea, Diesel  | 1.685 cm³  | 85 kW (115 CV)  | 260 N·m @1.250 giri/min | 139                  | 12,4                 | 173                 | 18,9                 |
| 2.0 CRDI R-Line 16V 2WD 136            | dal debutto   | 4 cilindri in linea, Diesel  | 1.995 cm³  | 100 kW (136 CV) | 320 N·m @1.800 giri/min | 147                  | 10,8                 | 182                 | 18,2                 |
| 2.0 CRDI R-Line 16V 4WD 136            | dal debutto   | 4 cilindri in linea, Diesel  | 1.995 cm³  | 100 kW (136 CV) | 320 N·m @1.800 giri/min | 149                  | 11,3                 | 181                 | 17,5                 |
| 2.0 CRDI R-Line 16V 4WD 184            | dal debutto   | 4 cilindri in linea, Diesel  | 1.995 cm³  | 135 kW (184 CV) | 383 N·m @1.800 giri/min | 159                  | 10,2                 | 194                 | 16,4                 |
| 2.0 CRDI R-Line 16V 4WD 184 Automatica | dal debutto   | 4 cilindri in linea, Diesel  | 1.995 cm³  | 135 kW (184 CV) | 383 N·m @1.800 giri/min | 189                  | 10,1                 | 195                 | 13,4                 |